# Rio Burla
O Rio Burla é um rio da Romênia afluente do Rio Sitna, localizado no distrito de Botoşani.